# Hogna sanisabel
Hogna sanisabel este o specie de păianjeni din genul Hogna, familia Lycosidae. A fost descrisă pentru prima dată de Strand, 1909.
Este endemică în Uruguay. Conform Catalogue of Life specia Hogna sanisabel nu are subspecii cunoscute.